# 林月樵
林月樵（1909年—1962年7月16日），原名姜宗泰，曾用名林德福、初召南、张之三。山东莱阳人。中华人民共和国政治人物。

## 生平
1929年6月加入中国共产党。1933年任山东海阳、莱阳边区党支部书记。1934年，任中共胶东工委委员兼工团团长。后组织遭破坏，转移到大连。组织胶东转移到大连的党员成立中共胶东大连临时支部，任书记。1935年7月，领导西岗、香炉礁、黑嘴子、寺儿沟一带工人举行联合罢工。后组织甘井子等工厂工人四千人联合罢工，取得胜利。1936年1月，化名初召南，回山东。1937年七七事变发生后，林月樵返回山东，参加抗战服务团。1938年2月，转到胶东抗日救国第三联军蓬莱游击队。后去三军干校学习，回部队后历任连长、营长、五旅司令部参谋等职。第二次国共内战时期，在山东军区担任北海军分区独立团副团长（代理团长），滨北军分区参谋长、胶州军分区副司令员，参加莱阳战役、青岛战役等。中华人民共和国成立后，任山东莱阳军分区司令员。1962年7月16日，林月樵因病去世。